# Томомацу, Наоюки
Наоюки Томомацу (яп. 友松 直之 Томомацу Наоюки, род. 1967) — японский режиссёр и сценарист.

## Биография
Родился в 1967 году в Осаке. Во время учёбы в школе увлёкся мангой и аниме. Работал помощником у мангаки Сюнгику Утиды. В 1992 году Томомацу написал свой первый сценарий для фильма «The Pregnant Woman» (яп. ザ・妊婦) компании «Shintōhō Eiga». В качестве независимого режиссёра дебютировал в том же году, сняв. В 1993 году Томомацу дебютировал в качестве коммерческого режиссёра, сняв для компании ENK (ＥＮＫプロ) фильм «Baraado ni idaka re te» (яп. バラードに抱かれて), также он написал сценарий для этого фильма.
В марте 1997 года вышел фильм Наоюки Томомацу «Kogyaru-gui: Oosaka terekura hen» (яп. コギャル喰い　大阪テレクラ篇), который был снят в смешанном жанре «пинку эйга»-триллер-гангстерское кино. Томомацу не только снял этот фильм, но и выступил в качестве одного из авторов сценария к нему. В центре сюжета находятся двое юношей, работающих на якудзу. Один из них испытывает сексуальное удовлетворение, когда совершает убийства, одевшись в форму школьницы. Второй испытывает пристрастие к сексу по телефону. По мнению одного из рецензентов, в этом фильме «за одной извращённой сценой секса тут же следует другая». В мае 2004 года фильм вышел на DVD.
За пределами Японии Томомацу известен как режиссёр фильма «Стэйси: Атака зомби-школьниц», вышедшего в 2001 году. «Стэйси» содержит ряд отсылок к творчеству Джорджа Ромеро, сайт «AllMovie» назвал «Стэйси» «хорошей попыткой расширить устоявшийся поджанр».
В марте 2005 года вышла драма «Kiss me or kill me: Todokanakutemo aishiteru» (яп. kiss me or kill me　届かなくても愛してる), в главной роли снялась актриса Асами Сугиура. Наоюки Томомацу не только снял этот фильм, но и написал к нему сценарий. Другой фильм снятый Томомацу «Chikan Densha: Suggestive Indecent Hips» (яп. 痴漢電車　挑発する淫ら尻) занял третье место в номинации «лучший фильм» на церемонии «Pink Grand Prix».
В апреле 2006 года Томомацу вернулся к зомби-жанру, сняв V-Cinema фильм ужасов «Zombie Self-Defense Force» (яп. ゾンビ自衛隊), в котором сыграла Михиро Танигути. Наоюки Томомацу также написал сценарий к этому фильму. В том же году Томомацу снял V-Cinema эротический фильм «My Sister's Secret» (яп. 妹の秘密).
В 2008 году снятый Томомацу фильм «Female Prisoner Ayaka: Tormenting and Breaking in a Bitch» (яп. 女囚アヤカ　いたぶり牝調教) одержал победу в номинации «Honorable Mention for Best Film» на конкурсе «Pink Grand Prix». В 2009 году Томомацу получил премию «Best Director» на «Pink Grand Prix» за фильм «Maid-Droid» (яп. メイドロイド).
В 2011 году вышел снятый Томомацу V-Cinema научно-фантастический фильм ужасов «Erotibot» (яп. 華麗なるエロ神家の一族　-深窓令嬢は電気執事の夢をみるか- карэй нару эрогами-кэ но итидзоку: синсо рэздё ва дэнки сицудзи но юмэ о миру ка). В этом фильме снялись порноактрисы Махиро Айнэ, Мария Одзава и Асами, европейская премьера фильма состоялась в мае 2011 года на «Japan Film Fest Hamburg».
В 2012 году вышел снятый Томомацу фильм «Rape Zombie: Lust of the Dead» (яп. ).